# Valiant (automóvil)
Este artículo es sobre el modelo de coche argentino. Para los modelos producidos en Estados Unidos, consulte Plymouth Valiant.
La línea Valiant de Chrysler fue una serie de automóviles de turismo producidos y comercializados en Argentina, por el fabricante Chrysler-Fevre Argentina S.A., subsidiaria nacional de la Chrysler Corporation. Se trataba de una serie de 4 modelos del segmento E, producidos entre 1962 y 1968, de los cuales la primera y segunda generación estaban basados en el modelo estadounidense del Plymouth Valiant mientras que la tercera y cuarta generación estaban basados en la segunda generación del modelo norteamericano Dodge Dart. La producción de estos automóviles, suspuso la primera producción íntegramente argentina de automóviles compactos derivados de la línea Chrysler, aunque en este caso, los vehículos fueron comercializados en Argentina simplemente como Valiant, siendo considerado este término como una marca propia de automóviles.
Si bien su producción se inició en el año 1962, su comercialización se inició en 1961 con la llegada de los primeros Valiant importados desde Estados Unidos, dando paso luego a la producción local de automóviles Chrysler en Argentina, la cual se había iniciado en 1960 con la producción de sus utilitarios. Al mismo tiempo, estos coches fueron presentados como la línea Valiant de Chrysler, por lo que en Argentina se constituiría al término Valiant como una nueva marca exclusiva de automóviles, en lugar de ser conocidos por su nombre original Plymouth Valiant.  Su producción argentina tuvo lugar entre los años 1962 y 1968, siendo finalmente discontinuados para dar lugar a la línea de automóviles Dodge, permitiendo al mismo tiempo la unificación de la producción de la Chrysler Fevre bajo esa marca.
Tras el cierre de su producción, el término "Valiant" sería reutilizado por Chrysler-Fevre en 1968, para denominar a uno de sus modelos basados en la nueva línea de automóviles Dodge, siendo este coche denominado como Dodge Valiant y presentado como automóvil de transición entre lo que fue la vieja línea Valiant y la nueva línea de vehículos que tenía entre sus principales modelos, al Dodge Polara.

## Historia

### Inicio de la producción argentina de Chrysler
El comienzo de la producción y venta de la línea Valiant en la República Argentina llegaría prácticamente de la mano con el inicio de la producción local de Chrysler en este país. Tras haber cerrado acuerdo en el año 1959 con la firma Julio Fevre y Diego Basset Ltda. S.A.I.C. y haberse constituido ese mismo año Chrysler Argentina S.A., en el año 1960 comenzó la producción efectiva de los primeros Chrysler argentinos, de los cuales la producción de sus componentes estaba a cargo de la filial argentina de Chrysler y su ensamblaje se producía en los talleres de Fevre y Basset, conformando un verdadero equipo de trabajo y producción. De esta manera, los primeros Chrysler argentinos fue la línea de camionetas pick-up D-100 y camiones D-400, los cuales eran producidos bajo las marcas Dodge, Fargo y De Soto. Sin embargo, el proyecto de producir automóviles compactos en Argentina, recién comenzaría a tomar cuerpo en el año 1961, ya que atento a las apariciones de modelos compactos en el mercado automotor como el Ford Falcon, o la línea Rambler de Industrias Kaiser Argentina, desde Chrysler comenzaría a estudiarse la estrategia y elección del modelo que pasaría a convertirse en el primer automóvil compacto de esta línea en ser producido en Argentina.

## El primer Valiant

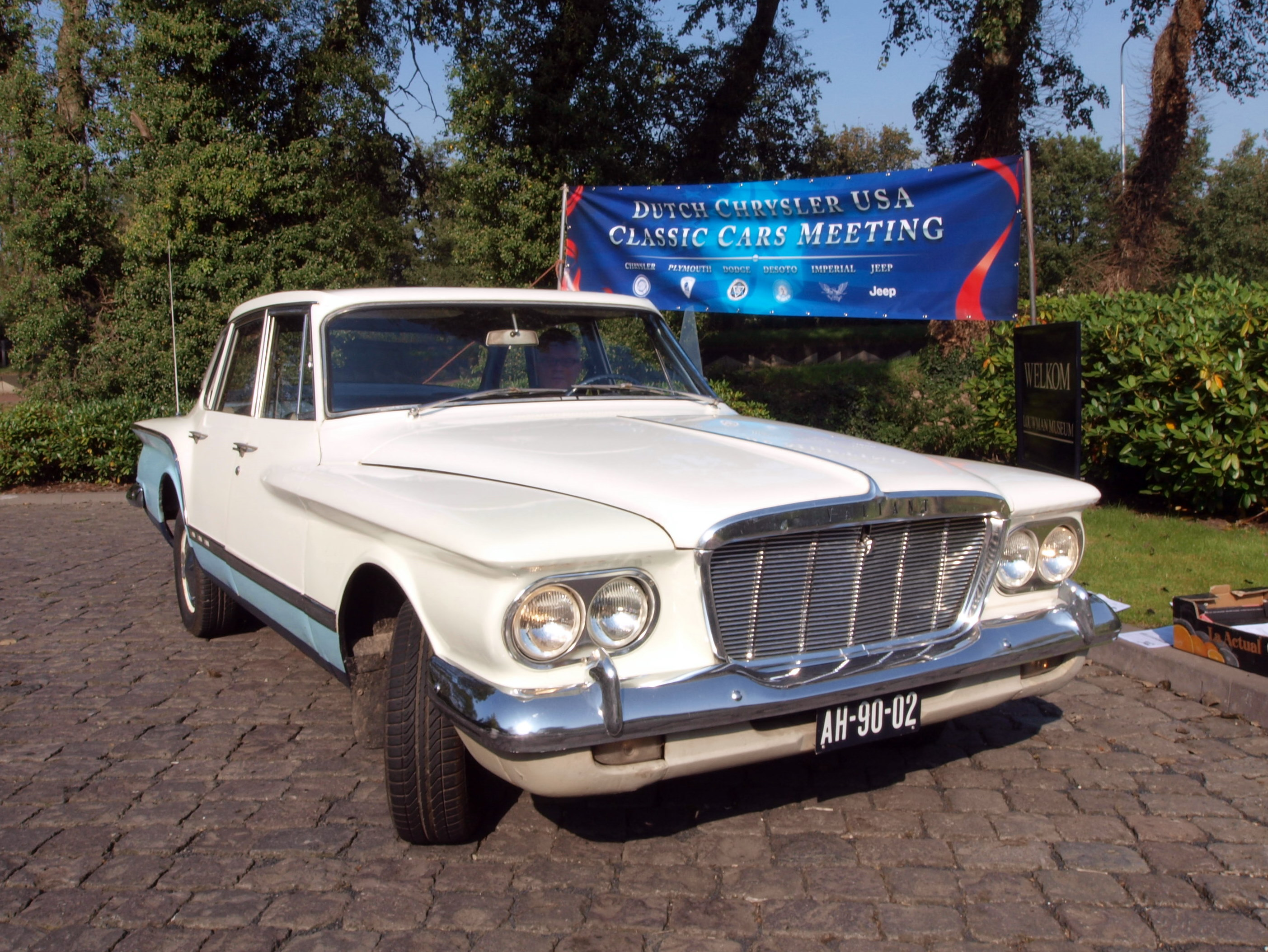
Plymouth Valiant, modelo que sirvió de base para la producción del Valiant V-200

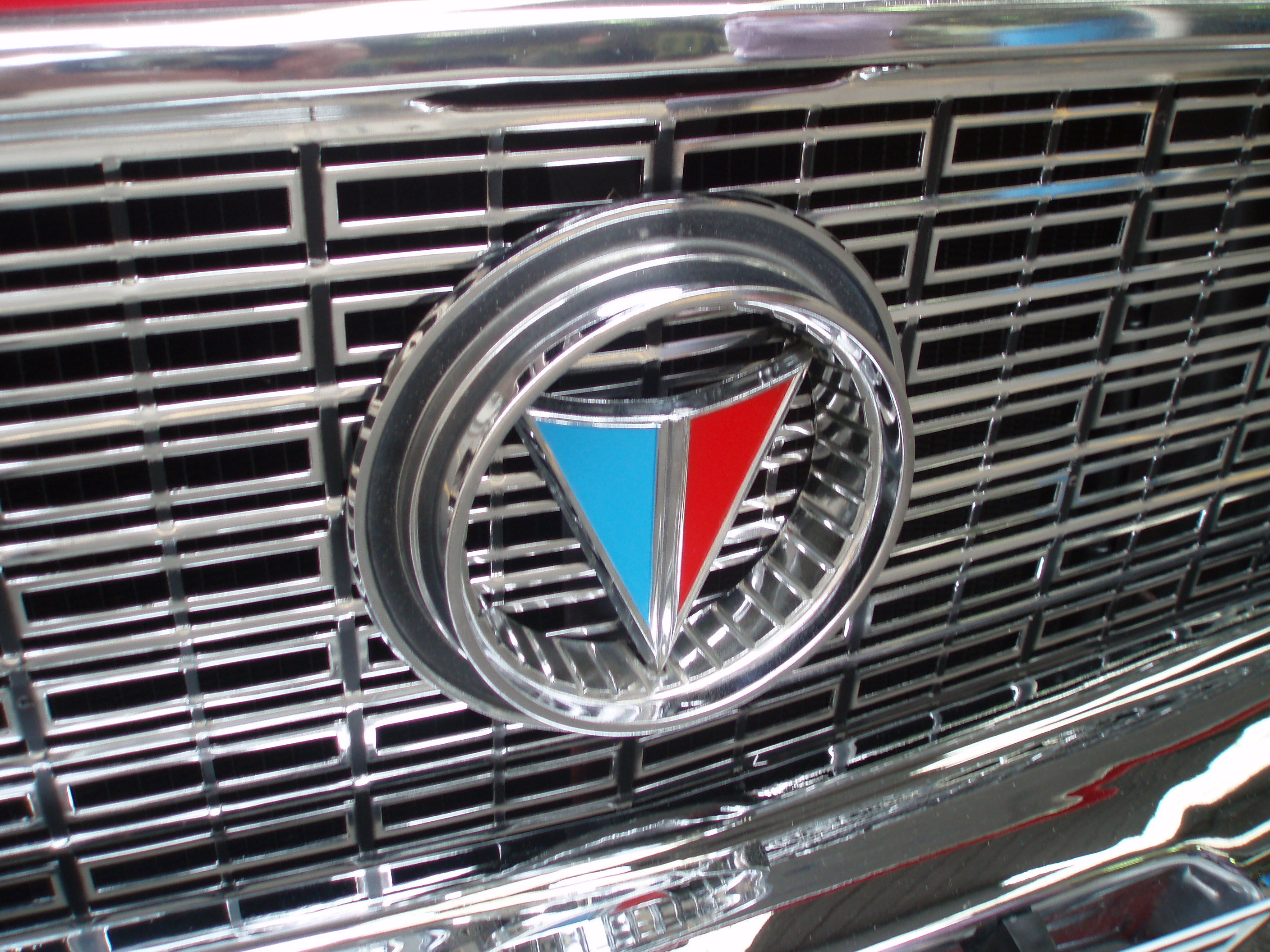
Logotipo del Plymouth Valiant, utilizado para identificar a la marca argentina Valiant

Para iniciar la producción de automóviles compactos en Argentina, Chrysler mantuvo su decisión de ofrecer sus productos bajo un diverso abanico de marcas. Al mismo tiempo, la idea sería también la de ofrecer sus productos, presentando al mismo tiempo una nueva marca que sea considerada de origen argentino. De esta forma, el modelo elegido para iniciar la producción argentina de automóviles sería la primera generación del Plymouth Valiant, vehículo que a partir del mes de marzo del año 1962 era comercializado en Australia como Chrysler Valiant SV1, aunque esencialmente era un modelo diseñado en los Estados Unidos. Finalmente y atendiendo a la idea de producir sus automóviles bajo una marca exclusiva, Chrysler Argentina decide comercializar este automóvil dándolo a conocer simplemente como "Valiant", convirtiendo a este término en una nueva marca de automóviles. Para su producción, también se tomarían en cuenta las versiones producidas del modelo en Estados Unidos bajo la marca Plymouth, siendo presentadas dos versiones que eran identificadas como "V-100" (la básica) y "V-200" (la más equipada). De esta manera, la versión V-200 sería finalmente la seleccionada para entrar en producción y ser vendida como el primer compacto de Chrysler producido en Argentina.
Con todas estas observaciones, comenzaría la producción en el año 1962 de los primeros automóviles Valiant, siendo finalmente presentado el 3 de octubre de 1962 bajo la denominación de "Valiant V-200", siendo también denominado de manera coloquial como "Valiant I". El mismo, era un sedán de 4 puertas con dos filas internas de bancos enterizos, con capacidad para trasladar hasta seis personas. La presentación de esta unidad provocaría un gran impacto en el mercado nacional debido a sus líneas que conjugaban una serie de aletas que sobresalían de sus guardabarros, su baja altura y el diseño de su luneta trasera, que conjugada con la línea de su baulera, describía una pronunciada pendiente hacia su parte trasera, dándole una importante aceptación aerodinámica.
Mecánicamente, este automóvil estaba equipado con un motor de seis cilindros en línea Chrysler Slant-6 de 2790 cm³ el cual presentaba la particularidad de estar inclinado a 30° hacia la derecha de la línea central del automóvil. Esta inclinación estaba desarrollada con el objetivo de poder acomodar el impulsor dentro del vano de baja altura que presentaba este modelo, permitiendo a la vez el empleo de una trompa también baja. Esta forma de disposición del motor sería mantenida en los años siguientes por Chrysler (a excepción del modelo Dodge 1500), hasta el año 1979, cuando cesara la producción de automóviles de gran porte de la marca. Este impulsor estaba acoplado a una caja de cambios de 3 velocidades, con accionamiento a través de una palanca ubicada al costado del volante y era capaz de erogar una potencia máxima de 100 HP a 4400 RPM. Asimismo, la velocidad final declarada por la fábrica, estaba fijada en 155 km/h.
Si bien este automóvil fue fabricado en Argentina, tal producción se desarrollaría a través del sistema de ensamblaje por Ckd, ya que a pesar de producir en Argentina componentes de su carrocería, otros elementos primordiales como su equipo impulsor (motor y caja) eran importados desde Estados Unidos. Su producción finalmente cesaría en el año 1963 luego de la decisión de Chrysler de nacionalizar el 100% de la fabricación de sus componentes, a la vez de presentar una versión renovada y más poderosa del V-200, que fuera denominada simplemente como Valiant II.

### Llega el Valiant II
En el año 1963, Chrysler-Fevre toma la histórica decisión de nacionalizar al 100% la producción de sus productos, lo que significaba que a partir de ese año, la producción del Valiant pasaría a ser 100% nacional. Sin embargo, con esta decisión también se pondría final a la comercialización del modelo Valiant V-200, dando paso a una nueva versión que fuera bautizada simplemente como Valiant II. La principal novedad que mostraba el nuevo Valiant II, además de su producción netamente nacional, fue el estreno de su nueva unidad impulsora la cual superaba ampliamente al impulsor del modelo V-200. 
El impulsor en cuestión era un Chrysler Slant-6 de 6 cilindros en línea inclinado a 30° hacia la derecha y de 3687 cm³. Debido a sus atributos, este motor era capaz de erogar una potencia máxima de 139 HP a 4500 RPM, alcanzando a rodar una velocidad máxima de 160 km/h. Al igual que su antecesor, este motor estaba acoplado a una caja manual de 3 velocidades con 2ª y 3ª sincronizadas, la cual ahora pasaba a producirse en Argentina. Asimismo, una novedad tecnológica presentada, era la incorporación de un alternador de 12 voltios, siendo esto una innovación que convertía al Valiant II en el primer automóvil de producción argentina en incorporar este tipo de generador eléctrico. 
En cuanto al resto de las configuraciones técnicas de este modelo, la mayoría eran las mismas que su antecesor, por lo que no presentaría grandes modificaciones a lo largo de su producción. A pesar de sus innovaciones técnicas y la incorporación de elementos de fabricación argentina, el corto período de producción del Valiant II lo hizo quedar prácticamente como un modelo de transición, ya que si bien estéticamente era un Valiant V-200, con un nuevo concepto de equipamiento mecánico, este último conjunto sería utilizado para el desarrollo de un nuevo automóvil, el cual pasaría a ser completamente diferente al concepto iniciado por el V-200. De esta forma, la producción del Valiant II terminaría cerrándose en el año 1964, dando paso a un nuevo modelo producido y vendido bajo la marca Valiant, el cual fuera conocido simplemente como Valiant III.

### Ficha técnica
| Modelo           | Primera Generación                                     | Segunda Generación                                     |
| ---------------- | ------------------------------------------------------ | ------------------------------------------------------ |
| Imagen           |                                                        |                                                        |
| Nombres          | Valiant V-200                                          | Valiant II                                             |
| Matriz           | Plymouth Valiant                                       | Plymouth Valiant                                       |
| Fabricante       | Chrysler-Fevre Argentina S.A.                          | Chrysler-Fevre Argentina S.A.                          |
| Período          | 1961-1963                                              | 1963-1964                                              |
| Sucesor          | Línea Dodge (Polara, Coronado, etc.)                   | Línea Dodge (Polara, Coronado, etc.)                   |
| Tipo             | Segmento E                                             | Segmento E                                             |
| Carrocería       | Sedán, 4 puertas                                       | Sedán, 4 puertas                                       |
| Configuración    | Motor delantero, tracción trasera                      | Motor delantero, tracción trasera                      |
| Largo            | 4670 mm                                                | 4670 mm                                                |
| Ancho            | 1790 mm                                                | 1790 mm                                                |
| Alto             | 1350 mm                                                | 1350 mm                                                |
| Batalla          | 2705 mm                                                | 2705 mm                                                |
| Peso en vacío    | 1180 kg                                                | 1180 kg                                                |
| Trocha delantera | 1422 mm                                                | 1422 mm                                                |
| Trocha trasera   | 1409 mm                                                | 1409 mm                                                |
| Frenos (D - T)   | Tambor - Tambor                                        | Tambor - Tambor                                        |
| Dirección        | Bolillas recirculantes                                 | Bolillas recirculantes                                 |
| Sus. Delantera   | Independiente. Trapecio deformable, barras de torsión. | Independiente. Trapecio deformable, barras de torsión. |
| Sus. Trasera     | Eje rígido. Elásticos longitudinales                   | Eje rígido. Elásticos longitudinales                   |
| Neumáticos       | 6,40 x 13"                                             | 6,40 x 13"                                             |
| Generador        | Dínamo 12 V                                            | Alternador 12 V                                        |
| Transmisión      | A-745 manual de 3 marchas                              | A-745 manual de 3 marchas                              |
| Motor            | Chrysler Slant Six 200                                 | Chrysler Slant Six RG225                               |
| Cilindrada       | 2790 CC                                                | 3687 CC                                                |
| Disposición      | 6 cilindros en línea, inclinado a 30°                  | 6 cilindros en línea, inclinado a 30°                  |
| Rel. Compresión  | 7,2:1                                                  | 7,3:1                                                  |
| Potencia         | 100 CV                                                 | 139 CV                                                 |
| Reg. Potencia    | 4400 RPM                                               | 4500 RPM                                               |
| Par Motor        | 21 kgm                                                 | 29 kgm                                                 |
| Reg. Par motor   | 2400 RpM                                               | 2400 RpM                                               |
| Consumo          | 7,9 km/L                                               | 7,9 km/L                                               |

## Valiant III y IV
En 1964 se lanza el Valiant III, mecánicamente era el mismo Valiant II pero con una carrocería diferente derivado del americano Dodge Dart, este modelo tenía una distancia entre ejes de 2819 mm, mayor que el Valiant segunda generación norteamericano.
En junio de 1965 la línea se ampliaba finalmente con el Valiant III Coronado como versión de lujo, y el Valiant III GT como versión deportiva.
El Valiant III Coronado era mecánicamente igual al Valiant III, la diferencia radicaba en los detalles de lujo como el techo vinílico en la parte posterior en conjunto con el color gris metalizado de la parte anterior del techo y el servo-freno de serie.
El Valiant III GT tenía un motor Slant-6 más potente, con mayor compresión y dos carburadores Holley RX 7000 A, montado sobre un múltiple de admisión especial produciendo 180 Hp (134 kW) a 4.800 rpm. La caja de cambios seguía siendo la misma que la utilizada en los demás modelos pero montada al piso y contaba con un diferencial más corto de 3,31:1., este esquema convierte al Valiant III GT en el auto con el motor 6 cilindros más potente de los fabricados por Chrysler en Argentina. Habría que esperar cerca de diez años para que otro modelo de Chrysler con motor 6 cilindros se «aproxime» a esta potencia (Dodge Polara RT).
En mayo de 1966 se presentó un nuevo modelo bajo la denominación de Valiant IV. El mismo, guardaba un alto parecido con el modelo Dodge Dart que se comercializó en Estados Unidos a partir de 1966. Sin embargo, dos años después de este lanzamiento, toda la línea Valiant fue sustituida por la nueva línea Dodge, basada en una reformulación argentina a la cuarta generación del modelo Dodge Dart.
Los modelos Valiant V-200 y Valiant II eran modelos estándar y a partir de los Valiant III los modelos sin designación eran los modelos estándar mientras que la designación de «Coronado» fue un modelo de lujo, si bien el «GT» fue la versión deportiva.

### Ficha técnica
| Modelo           | Tercera Generación                                     | Tercera Generación                                     | Tercera Generación                                     | Cuarta Generación                                      | Cuarta Generación                                      | Cuarta Generación                                      |                                   |
| ---------------- | ------------------------------------------------------ | ------------------------------------------------------ | ------------------------------------------------------ | ------------------------------------------------------ | ------------------------------------------------------ | ------------------------------------------------------ | --------------------------------- |
| Imágenes         |                                                        |                                                        |                                                        |                                                        |                                                        |                                                        |                                   |
| Nombres          | Valiant III                                            | Valiant III                                            | Valiant III                                            | Valiant IV                                             | Valiant IV                                             | Valiant IV                                             |                                   |
| Versiones        | Estándar                                               | Coronado                                               | Gran Turismo                                           | Estándar                                               | Coronado                                               | Gran Turismo                                           |                                   |
| Matriz           | Dodge Dart 3ª Generación                               | Dodge Dart 3ª Generación                               | Dodge Dart 3ª Generación                               | Dodge Dart 3ª Generación                               | Dodge Dart 3ª Generación                               | Dodge Dart 3ª Generación                               |                                   |
| Fabricante       | Chrysler-Fevre Argentina S.A.                          | Chrysler-Fevre Argentina S.A.                          | Chrysler-Fevre Argentina S.A.                          | Chrysler-Fevre Argentina S.A.                          | Chrysler-Fevre Argentina S.A.                          | Chrysler-Fevre Argentina S.A.                          |                                   |
| Período          | 1964-1965                                              | 1964-1965                                              | 1964-1965                                              | 1966-1968                                              | 1966-1968                                              | 1966-1968                                              |                                   |
| Sucesor          | Línea Dodge (Polara, Coronado, etc.)                   | Línea Dodge (Polara, Coronado, etc.)                   | Línea Dodge (Polara, Coronado, etc.)                   | Línea Dodge (Polara, Coronado, etc.)                   | Línea Dodge (Polara, Coronado, etc.)                   | Línea Dodge (Polara, Coronado, etc.)                   |                                   |
| Tipo             | Segmento E                                             | Segmento E                                             | Segmento E                                             | Segmento E                                             | Segmento E                                             | Segmento E                                             |                                   |
| Carrocería       | Sedán, 4 puertas                                       | Sedán, 4 puertas                                       | Sedán, 4 puertas                                       | Sedán, 4 puertas                                       | Sedán, 4 puertas                                       | Sedán, 4 puertas                                       |                                   |
| Configuración    | Motor delantero, tracción trasera                      | Motor delantero, tracción trasera                      | Motor delantero, tracción trasera                      | Motor delantero, tracción trasera                      | Motor delantero, tracción trasera                      | Motor delantero, tracción trasera                      | Motor delantero, tracción trasera |
| Largo            | 4976 mm                                                | 4976 mm                                                | 4976 mm                                                | 4986 mm                                                | 4986 mm                                                | 4986 mm                                                |                                   |
| Ancho            | 1773 mm                                                | 1773 mm                                                | 1773 mm                                                | 1773 mm                                                | 1773 mm                                                | 1773 mm                                                |                                   |
| Alto             | 1372 mm                                                | 1372 mm                                                | 1372 mm                                                | 1372 mm                                                | 1372 mm                                                | 1372 mm                                                |                                   |
| Batalla          | 2819 mm                                                | 2819 mm                                                | 2819 mm                                                | 2819 mm                                                | 2819 mm                                                | 2819 mm                                                |                                   |
| Peso en vacío    | 1325 kg                                                | 1325 kg                                                | 1325 kg                                                | 1325 kg                                                | 1325 kg                                                | 1325 kg                                                |                                   |
| Trocha delantera | 1420 mm                                                | 1420 mm                                                | 1420 mm                                                | 1420 mm                                                | 1420 mm                                                | 1420 mm                                                |                                   |
| Trocha trasera   | 1412 mm                                                | 1412 mm                                                | 1412 mm                                                | 1412 mm                                                | 1412 mm                                                | 1412 mm                                                |                                   |
| Frenos (D - T)   | Disco - Tambor                                         | Disco - Tambor                                         | Disco - Tambor                                         | Disco - Tambor                                         | Disco - Tambor                                         | Disco - Tambor                                         |                                   |
| Dirección        | Bolillas recirculantes                                 | Bolillas recirculantes                                 | Bolillas recirculantes                                 | Bolillas recirculantes                                 | Bolillas recirculantes                                 | Bolillas recirculantes                                 |                                   |
| Sus. Delantera   | Independiente. Trapecio deformable, barras de torsión. | Independiente. Trapecio deformable, barras de torsión. | Independiente. Trapecio deformable, barras de torsión. | Independiente. Trapecio deformable, barras de torsión. | Independiente. Trapecio deformable, barras de torsión. | Independiente. Trapecio deformable, barras de torsión. |                                   |
| Sus. Trasera     | Eje rígido. Elásticos longitudinales                   | Eje rígido. Elásticos longitudinales                   | Eje rígido. Elásticos longitudinales                   | Eje rígido. Elásticos longitudinales                   | Eje rígido. Elásticos longitudinales                   | Eje rígido. Elásticos longitudinales                   |                                   |
| Neumáticos       | 6,40 x 14"                                             | 6,40 x 14"                                             | 6,40 x 14"                                             | 6,95 x 14"                                             | 6,95 x 14"                                             | 6,95 x 14"                                             |                                   |
| Generador        | Alternador 12 V                                        | Alternador 12 V                                        | Alternador 12 V                                        | Alternador 12 V                                        | Alternador 12 V                                        | Alternador 12 V                                        |                                   |
| Transmisión      | Chrysler A-745 manual de 3 marchas                     | Chrysler A-745 manual de 3 marchas                     | Chrysler A-745 manual de 3 marchas                     | Chrysler A-745 manual de 3 marchas                     | Chrysler A-745 manual de 3 marchas                     | Chrysler A-745 manual de 3 marchas                     |                                   |
| Motor            | Chrysler Slant Six RG 225                              | Chrysler Slant Six RG 225                              | Chrysler Slant Six RG 225                              | Chrysler Slant Six RG 225                              | Chrysler Slant Six RG 225                              | Chrysler Slant Six RG 225                              |                                   |
| Cilindrada       | 3687 CC                                                | 3687 CC                                                | 3687 CC                                                | 3687 CC                                                | 3687 CC                                                | 3687 CC                                                |                                   |
| Disposición      | 6 cilindros en línea, inclinado a 30°                  | 6 cilindros en línea, inclinado a 30°                  | 6 cilindros en línea, inclinado a 30°                  | 6 cilindros en línea, inclinado a 30°                  | 6 cilindros en línea, inclinado a 30°                  | 6 cilindros en línea, inclinado a 30°                  |                                   |
| Rel. Compresión  | 7,3:1                                                  | 7,3:1                                                  | 8,2:1                                                  | 7,3:1                                                  | 7,3:1                                                  | 8,2:1                                                  |                                   |
| Potencia         | 140 CV                                                 | 140 CV                                                 | 180 CV                                                 | 147 CV                                                 | 147 CV                                                 | 180 CV                                                 |                                   |
| Reg. Potencia    | 4500 RPM                                               | 4500 RPM                                               | 4800 RPM                                               | 4400 RPM                                               | 4400 RPM                                               | 4800 RPM                                               |                                   |
| Par Motor        | 29 kgm                                                 | 29 kgm                                                 | 30 kgm                                                 | 29 kgm                                                 | 29 kgm                                                 | 30 kgm                                                 |                                   |
| Reg. Par motor   | 2400 RpM                                               | 2400 RpM                                               | 2400 RpM                                               | 2400 RpM                                               | 2400 RpM                                               | 2400 RpM                                               |                                   |
| Consumo          | 5,8 km/L                                               | 5,8 km/L                                               | 6,5 km/L                                               | 5,9 km/L                                               | 5,9 km/L                                               | 6,5 km/L                                               |                                   |

- [10][13][14][15]

## Historial deportivo
En lo que respecta al historial deportivo, se puede decir que este modelo fue el que representó a la marca Chrysler en su debut dentro de la era de los automóviles compactos del Turismo Carretera. En 1962, la aparición del Valiant, sumado a la llegada del Ford Falcon y del Chevrolet 400, abría una nueva época en el automovilismo nacional. Uno de los primeros en conducir un Valiant fue el recordado Rubén Luis di Palma, mientras que otros pilotos de la marca fueron Carlos Löeffel (único vencedor con un Valiant II), Raúl Líbera y Juan Manuel Bordeu. A finales de los '60 aparecieron prototipos con chasis Valiant III y carrocería muy modificada, como el "Barracuda" de Carlos Pairetti (con motor Chevrolet 250), o el "Martín Fierro" de Rolf Juchet. En 1971, un Valiant II consigue vencer en la Vuelta De Chivilcoy, el 19 de septiembre, en su única victoria en toda la historia del TC, con Carlos Löeffel al volante. Luego de eso y ante el reemplazo de la marca por los Dodge Polara, no se vieron más Valiant en el automovilismo nacional, aunque sí en algunas categorías zonales. Precisamente, en la categoría Turismo APAC de la ciudad de Mar del Plata, el piloto Lionel Ugalde (campeón de TC Pista 2002) se consagró bicampeón entre 1997 y 1998 a bordo de un Valiant V-200.